# マルコ・パローロ
マルコ・パローロ（Marco Parolo, 1985年1月25日- ）は、イタリア・ガッララーテ出身の元サッカー選手。元イタリア代表。ポジションはミッドフィルダー。

## クラブ経歴
セリエC1のカルチョ・コモでキャリアをスタート。デビュー年からレギュラーとして活躍したが、チームが財政破綻でセリエD降格することが決定したため、翌シーズンACキエーヴォ・ヴェローナとの共同保有でセリエC1のUSピストイエーゼ1921へ移籍。ここでもレギュラーとしてプレーしていたが、2007年6月にキエーヴォが保有権全て買い取ったため退団。
2008年7月4日、キエーヴォの同都市のライバルエラス・ヴェローナFCへ共同保有で移籍。1シーズンプレーした後、フォリーニョ・カルチョ時代の監督ピエルパオロ・ビゾーリの誘いでセリエBのACチェゼーナへ移籍。同シーズンで昇格に貢献、翌シーズンセリエA初挑戦ながらレギュラーとして活躍した。この出色の活躍からチェゼーナは、キエーヴォから残り50%の保有権を全て買取り2015年まで契約を延長した。
パルマFCでの2年間を経て、2014年7月2日にSSラツィオへの移籍が決定。加入1年目の2014-15シーズンにはMFながらも10得点を挙げる活躍を見せ、自身初となる二桁得点を達成した。2017年2月5日、ペスカーラ戦では4ゴールを決めた。
2021年に契約満了でラツィオを退団後は現役を引退し、現在はDAZNイタリアで解説者を務める。

## 代表経歴
世代別代表の招集経験はなかったが、2011年3月29日のウクライナ戦でイタリア代表デビューを果たした。
2014年ワールドカップのメンバーに選出されイングランド戦で途中出場を果たした。
2016年ユーロのメンバーにも選出された。

## 所属クラブ
- カルチョ・コモ 2004-2005
- USピストイエーゼ1921 2005-2007
- フォリーニョ・カルチョ 2007-2008
- エラス・ヴェローナFC 2008-2009
- ACチェゼーナ 2009-2012
- パルマFC 2012-2014
- SSラツィオ 2014-2021

## 代表歴

### 出場大会
- イタリア代表
  - 2014 FIFAワールドカップ

### 試合数
- 国際Aマッチ 36試合 0得点（2011年-2018年）[8]

| イタリア代表 | 国際Aマッチ | 国際Aマッチ |
| 年           | 出場        | 得点        |
| ------------ | ----------- | ----------- |
| 2011         | 1           | 0           |
| 2012         | 0           | 0           |
| 2013         | 1           | 0           |
| 2014         | 6           | 0           |
| 2015         | 8           | 0           |
| 2016         | 13          | 0           |
| 2017         | 5           | 0           |
| 2018         | 2           | 0           |
| 通算         | 36          | 0           |

## タイトル
ラツィオ
- スーペルコッパ・イタリアーナ 2017
- コッパ・イタリア 2018-19